# Ron Hardy
Ron Hardy (8 mei 1958 – 2 maart 1992) was een Amerikaans diskjockey en muziekproducent. Hij is een van de pioniers van de housemuziek uit Chicago. 
Hardy was in de jaren tachtig dj in The Music Box, een club die vooral bezocht werd door zwarte homo's. In tegenstelling tot Frankie Knuckles in de Warehouse ging Hardy's voorkeur naar rauwere ritmische tracks. Ook liet hij meer invloeden uit hiphop toe in zijn sets. Daardoor had Hardy een invloedrijke rol in de ontwikkeling van housemuziek. Door zijn heroïneverslaving en vroege dood kwam zijn carrière echter nooit tot bloei.  

## Carrière
De homoseksuele Hardy begon zijn loopbaan als dj in 1974 in gayclubs. In de late jaren zeventig woonde en werkte hij een tijd in Los Angeles maar hij kwam na het overlijden van zijn broer weer terug naar zijn geboortestad. In 1982 nam hij de plaats in van de vertrekkende Frankie Knuckles bij de club Warehouse, die later hernoemd werd naar The Music Box. Hardy had een experimentele draaistijl. Hij ontwikkelde bijvoorbeeld een techniek om platen achterstevoren te kunnen afspelen. In 1985 maakte hij de single Sensation op Trax Records. Hierop nam zangeres Adrienne Jet de zang voor haar rekening. Ze zou een jaar later het nummer Your Love van Frankie Knuckles inzingen. Sensation zou zijn enige plaat blijven. Wel gaf hij veel ruimte aan nieuwe producers om zich te profileren. Door de tapes die ze meebrachten te spelen in de club gaf hij lokale producers de kans om hun pas gemaakte tracks op de dansvloer uit te testen. Op die manier werd het nummer Acid trax van Phuture een hit. Hierdoor ontstond een hele golf van acid house. Het succes van het nummer lag mede aan zijn volhardendheid in het draaien ervan. Ook andere platen die hij goed vond draaide hij buitengewoon vaak.

## Overlijden
In 1987 neemt de gemeente Chicago een verordening aan die minder ruimte geeft aan nachtclubs. Het betekent het einde van The Music Box en de positie van Hardy aldaar. Daarna draaide hij nog op diverse gelegenheden maar zijn relevantie zakt in de late jaren tachtig snel weg. Dat komt mede door een hardnekkige verslaving aan heroïne die hij niet te te boven komt. In 1992 overleed hij. Over de doodsoorzaak gaan meerdere verhalen. Sommige bronnen beweren dat hij overleden is aan een overdosis. Andere bronnen beweren echter dat Hardy aan de gevolgen van aids zou zijn overleden. Zijn rol als invloedrijke dj was op dat moment al uitgespeeld waardoor zijn overlijden buiten de kleine kring waarin hij verkeerde maar weinig stof deed opwaaien. Wel maakten Marshall Jefferson en K-Alexi het nummer Message 2 Ron voor hem. Hardy raakte na zijn dood echter niet in de vergetelheid. Zijn rol wordt door collega's nog regelmatig herinnerd. Bovendien worden bewaarde livesets nog steeds geluisterd. Geld voor een grafsteen was er bij zijn overlijden niet. Daarom werd hij in een anoniem graf begraven. In 2020 komen enkele dj's in actie om geld in te zamelen, om alsnog een grafsteen voor hem te kunnen kopen.

## Nalatenschap
Er is weinig bekend over de persoon Ron Hardy. Het was een verlegen man en heeft tijdens zijn leven nooit een interview gegeven. Ook zijn muzikale erfenis was zeer beperkt. Mixplaten waren in de tijd van Hardy nog zeldzaam en daardoor bestond zijn muzikale erfenis vooral uit bootlegs en amateuristisch opgenomen livesets. Zijn neef Bill Hardy begon vanaf 2004 met het delen van de nalatenschap van zijn oom. Zo gaf hij in 2010 een interview waarmee hij een inkijkje gaf in het leven van Ron Hardy. Bill Hardy richtte het label Partehardy Records op om de muzikale erfenis van zijn oom beschikbaar te stellen. Zo verschenen er 12 inches met remixes en werden enkele bandopnamen van dj-sets gedigitaliseerd. Deze werden onder de naam Muzic Box Classics uitgebracht. Via Resident Advisor verscheen in 2014 een liveset die Ron Hardy in 1987 in de club C.O.D. in Chicago had gegeven.
In 2024 nemen documentairemakers Vito Nicholas, Winterer en KC Wray, het initiatief om een documentaire te maken over Hardy. Ze nemen een trailer op, en beginnen een actie op Kickstarter om het project te financieren.
- Biblioteca Nacional de España: XX5152219
- Bibliothèque nationale de France: cb141853655 (data)
- International Standard Name Identifier: 0000 0003 6053 3725
- Library of Congress Control Number: n88679982
- MusicBrainz: e4b49610-5a84-4fc9-9cfe-726da0514969
- Virtual International Authority File: 26188132